# 佐々木綾美
佐々木 綾美（ささき あやみ、1987年6月10日 - ）は、長崎県出身の歌手、タレント、元レースクイーン。
フォース・エージェント・エンターテイメント所属。

## 来歴
- 2001年 - 2002年、浜崎あゆみのライブツアーにバックダンサーとして出演する。
- 2007年、スタイルコーポレーションに所属。同年のスーパー耐久イメージガール『Vanilla』メンバーとして活動する。ちなみにVanilla唯一のオリジナル曲『I wish』では振付を自ら考えた。
- 2008年、2006年のS耐イメージガールだった黒沢琴美と共にSUPER GTのマレーシアラウンド限定イメージガール『SUPER GT QUEEN』として1ヵ月間、マレーシア滞在のプロモーション活動を行う。
- 2009年9月1日、スタイルコーポレーションからフォース・エージェント・エンターテイメントに移籍[1]。同年11月1日にライブハウス「セルビアンナイト」（神奈川県川崎市）で行われた『スタイルコーポレーション10周年記念ライブ』では、この年のスーパー耐久イメージガールユニット「JUICY」のステージに木村亜梨沙の代理として参加した。
- 2009年11月23日、HΛLのプロデュースによりソロ・シングル「Memories」を発表。この頃から『ROAD to Red in Tokyo × TABLE FOR TWO』などのライブイベントにも参加するようになる。
- 2011年、3年ぶりにSUPER GTのマレーシアラウンド限定イメージガールを務め、現地の女性モデル2名と共に1ヵ月間のプロモーション活動を行った[2]。
- 2012年4月、日中韓混合の女性歌手ユニット『SUPRE★POWER』（シュプレパワー）に“Rin”の名前で加入する[3]、2016年脱退。

## 人物
- 趣味は料理、歌うこと。
- 得意な楽器はピアノ、ドラム。
- 7歳下の弟と14歳下の妹がいる[4]。
- 自身のソロライブではバックダンサーを付けて歌うことが多く、スタイルの同僚だった卯月咲や、2011年のS耐イメージガールだった西山未織（現：黒木未織）と組むことが多かった[5]。
- パール所属の小川ももえとは姉妹のような仲である[6]。

## 主な活動

### ステージダンサー
- 2007年：SANKYO『倖田來未 FEVER LIVE in HALL』新機種発表会
- 2007年：SANKYO『フィーバー創聖のアクエリオン』新機種発表会

### テレビ出演
- 2009年：『さまぁ〜ず式』（TBS、3月3日）「大竹湯〜トピア」コーナー出演
- 2009年：『バラエティーニュース キミハ・ブレイク』（TBS、5月5日）「宝塚歌劇団」再現ドラマ出演
- 2010年：『ザ少年倶楽部プレミアム』（NHK衛星第2、1月24日）東山紀之のバックコーラスとして出演

### 舞台
- 2014年12月3日 - 12月6日：『忠臣蔵〜元禄仇討ち裏事情』

## リリース作品

### DVD
- Pure☆Heart（ビーエムドットスリー・2007年7月25日発売）
- アーヤ記（STYLE CORPORATION・2008年10月18日発売）

### CD
Vanillaとして
- BEAT TUNES! 〜ENERGY〜（FARM RECORDS・2007年7月18日発売） 曲名『I wish』

ソロ作品
- Memories（nanairo records・2009年11月23日発売）

1. Memories
2. TryAgain!